# Phim truyện truyền hình Thổ Nhĩ Kỳ

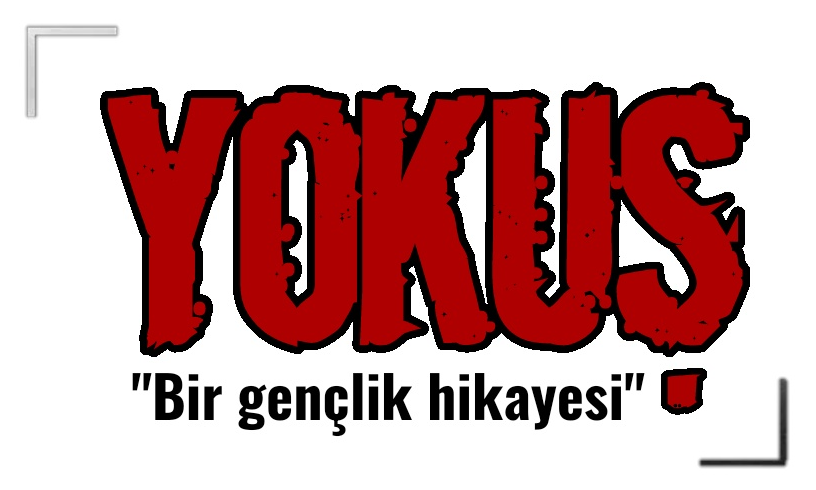
Phim truyền hình Thổ Nghĩ Kỳ

Phim truyện truyền hình Thổ Nhĩ Kỳ hay phim bộ Thổ Nhĩ Kỳ (tiếng Thổ Nhĩ Kỳ: televizyon dizileri; tiếng Anh: Turkish television drama) là một dạng các thể loại phim truyền hình nhiều tập, tâm lý tình cảm, chính kịch hài hước, lãng mạn, giật gân hay phim hành động được sản xuất và phát sóng từ Thổ Nhĩ Kỳ. Hầu hết các dòng phim này đều phản ánh nền văn hóa Thổ Nhĩ Kỳ. Đó cũng là mặt hàng xuất khẩu kinh tế và văn hóa nổi tiếng nhất của quốc gia này.